# Kujubim
Os Kujubim são um povo ameríndio que habita o estado brasileiro de Rondônia. Formam uma sociedade de 55 indivíduos.
Atualmente, os Kujubim formam uma sociedade de 130 indivíduos.